# Joël Hallais
Joël Hallais est un entraîneur et driver de sport hippique français, spécialisé dans les trotteurs, né à Bacilly le 19 août 1947.

## Carrière
Apprenti à 17 ans, il devient entraîneur public en 1983 et se spécialise dans le trot monté, discipline dans laquelle il va se forger un exceptionnel palmarès, puisqu'il a remporté au moins une fois toutes les courses classiques du calendrier. Il détient le record de victoires dans le Prix de Cornulier, avec huit succès. Également éleveur et driver, il gère l'écurie Rib et a formé de nombreux entraîneurs et jockeys.
Il est le frère de l'entraîneur et driver Jean-Claude Hallais.

## Palmarès (comme entraîneur et/ou driver)
France

### Attelé

#### Groupe I
- Critérium des 3 ans  – 3 – Speaker (1987), Memphis du Rib (2003), Nikita du Rib (2004)
- Critérium des 4 ans – 4 – Sancho Pança (1988), Ursulo de Crouay (1990), Memphis du Rib (2004), Nikita du Rib (2005)
- Prix de Sélection – 1 –  Sancho Pança (1989)
- Prix de l'Étoile – 2 – Elvis de Rossignol (1997), Memphis du Rib (2003)
- Prix de l'Atlantique  – 1 – Ursulo de Crouay (1992)

#### Groupe II
- Prix Chambon-P – 4 – Paugayen Port (1987), Ursulo de Crouay (1991, 1992), One du Rib (2008)
- Prix des Ducs de Normandie – 3 – Kaiser Trot (1982), Quiton du Coral (1988), Shalom (1991)
- Prix Albert-Demarcq – 3 – Paugayen Port (1986), Sibérien (1989), Elvis de Rossignol (1997)
- Prix de Tonnac-Villeneuve – 3 – Oligo (1984), Kaiser Soze (2002), Nikita du Rib (2005)
- Prix Gaston-de-Wazières – 3 – Elvis de Rossignol (1996), Nikita du Rib (2005), Tornade du Rib (2011)
- Prix Marcel-Laurent – 3 – Quito du Coral (1987), Sancho Pança (1988), Elvis de Rossignol (1997)
- Prix de Croix – 2 – Quito de Couronne (1987), Sancho Pança (1989)
- Prix Gélinotte – 2 – Fleur du Rib (1996), Jonquille du Rib (2000)
- Prix Guy-Le-Gonidec – 2 – Quito de Couronne (1986), Tornade du Rib (2011)
- Prix Henri-Levesque – 2 – Sancho Pança (1989), Tornade du Rib (2012)
- Prix Louis-Jariel – 2 – Oligo (1985), Blue Eyes America (1994)
- Prix Reine du Corta – 2 – Nikita du Rib (2004), Tornade du Rib (2010)
- Prix Une de Mai – 2 – Fleur du Rib (1995), Garda (1996)
- Prix de Bretagne – 1 – Sancho Pança (1990)
- Prix de Bourgogne – 1 – Ursulo de Crouay (1991)
- Prix du Bourbonnais – 1 – Sancho Pança (1990)
- Prix de Washington – 1 – Ursulo de Crouay (1992)
- Prix Kerjacques (anciennement Prix de la Société d'encouragement) – 2 – Lapito (1984), One du Rib (2009)
- Prix Ariste-Hémard – 1 – Nady Royale (2005)
- Prix Charles-Tiercelin – 1 – Memphis du Rib (2004)
- Prix Jacques-de-Vaulogé – 1 – Oligo (1983)
- Prix Jean-Le-Gonidec – 1 – Sancho Pança (1989)
- Prix Jockey – 1 – Ursulo de Crouay (1991)
- Prix Jules-Thibault – 1 – Speaker (1988)
- Prix Masina – 1 – Classe de Tillard (1993)
- Prix Octave-Douesnel – 1 – Sancho Pança (1988)
- Prix Ovide-Moulinet – 1 – Sancho Pança (1989)
- Prix Paul-Leguerney – 1 – Triton du Ranch (1989)
- Prix Phaéton – 1 – Sancho Pança (1988)
- Prix Pierre-Plazen - 1- Memphis du Rib (2003)
- Prix Robert-Auvray – 1 – Sancho Pança (1989)
- Prix Roederer – 1 – Speaker (1989)
- Prix Victor-Régis – 1 – Calife des Noués (1993)

### Monté

#### Groupe I
- Prix de Cornulier – 8 – Kaiser Trot (1981, 1982, 1984), Oligo (1986, 1987), Tout Bon (1993), One du Rib (2007, 2010)
- Prix du Président de la République – 6 – Kaiser Trot (1980), Oligo (1984), Ursulo de Crouay (1990), Fac Simile (1997), One du Rib (2006), Hirondelle du Rib (2021)
- Prix des Centaures – 6 – Lapito (1983), Oligo (1984), Ursulo de Crouay (1990), Éclair de Vandel (1996), Latinus (2003)
- Prix de Vincennes – 3 – Ursulo de Crouay (1989), Dimitrio (1994), Éclair de Vandel (1995)
- Prix d'Essai – 3 – Laudanum (1980), Rockeuse du Rib (2008), Uppercut du Rib (2011)
- Prix des Élites – 3 – Kaiser Trot (1980), Uppercut du Rib (2011), Cyprien des Bordes (2017)
- Saint-Léger des Trotteurs – 2 – Laudanum (1980), Ursulo de Crouay (1989)
- Prix de Normandie – 2 – Darold II (1974), Ina du Rib (2023)

#### Groupe II
- Prix Lavater – 6 – Kaiser Trot (1980), Ursulo de Crouay (1990), Éclair de Vandel (1996), Fac Similé (1997), Jomo du Rib (2001), Litya de Bosens (2003)
- Prix René-Palyart – 5 – Ursulo de Crouay (1990), Fort Pile (1997), Tina du Rib (2011), Valse Castelets (2013), Dahlia du Rib (2017)
- Prix Émile-Riotteau – 5 – Kaiser Trot (1981), Nimbus Pichonnière (1984), One du Rib (2006), Valse Castelets (2013), Hirondelle du Rib (2021)
- Prix Camille-Blaisot – 4 – Lapito (1982), Hibiscus du Rib (2000), Jomo du Rib (2002), Latinus (2004)
- Prix Camille-de-Wazières – 4 – Ursulo de Crouay (1990), Fort Pile (1997), Hibiscus du Rib (1999), Latinus (2003)
- Prix Joseph-Lafosse – 4 – Kaiser Trot (1980), Éclair de Vandel (1997), Hibiscus du Rib (2000), One du Rib (2007)
- Prix Legoux-Longpré – 4 – Kaiser Trot (1980), Fort Pile (1997), One du Rib (2007), Taïga du Rib (2012)
- Prix Léon-Tacquet – 4 – Lapito (1982), Maroldon (1983), Éclair de Vandel (1997), One du Rib (2007)
- Prix Raoul-Ballière – 4 – Ursulo de Crouay (1989), Éclair de Vandel (1995), Jonquille du Rib (2000), Rockeuse du Rib (2008)
- Prix du Calvados – 3 – Hibiscus du Rib (2001), Jomo du Rib (2004), Litya de Bosens (2006)
- Prix Camille-Lepecq – 3 – Kaiser Trot (1981), Mopsus (1985), Super Ball d'Oger (1991)
- Prix Hémine – 3 – Laudanum (1980), Ursulo de Crouay (1989), Jonquille du Rib (2000)
- Prix Louis-Forcinal – 3 – Kaiser Trot (1981), Lapito (1983), Taïga du Rib (2012)
- Prix Louis-Le-Bourg – 3 – Kaiser Trot (1980), Latinus (2003), Valse Castelets (2013)
- Prix Olry-Roederer – 3 – Kaiser Trot (1980), Litya de Bosens (2003), Valse Castelets (2013)
- Prix Philippe-du-Rozier – 3 – Maroldon (1982), Éclair de Vandel (1996), Jomo du Rib (2001)
- Prix Pierre-Gamare – 3 – Oligo (1983), Ursulo de Crouay (1989), Uppercut du Rib (2011)
- Prix Xavier-de-Saint-Palais – 3 – Lapito (1982), Okwo (1985), Inopaline (2001)
- Prix de Basly – 2 – Ursulo de Crouay (1989), Uppercut du Rib (2011)
- Prix de Pardieu – 2 – Ursulo de Crouay (1990), Latinus (2003)
- Prix Henri-Ballière – 2 – Fac Similé (1997), Latinus (2003)
- Prix Jean-Gauvreau – 2 – Lapito (1982), Okwo (1985)
- Prix Louis-Tillaye – 2 – Ursulo de Crouay (1989), Éclair de Vandel (1995)
- Prix Paul-Bastard – 2 – Inopaline (2001), Latinus (2004)
- Prix du Pontavice de Heussey – 2 – Super Ball d'Oger (1992), Jomo du Rib (2003)
- Prix Reynolds – 2 – Mopsus (1985), Éclat (2000)
- Prix Victor-Cavey – 2 – Kaiser Trot (1981), One du Rib (2007)
- Prix Edmond-Henry – 1 – Kaiser Trot (1980)
- Prix Félicien-Gauvreau – 1 – Ursulo de Crouay (1989)
- Prix Paul-Buquet – 1 – Tout Bon (1991)
- Prix Hervé-Céran-Maillard - Cyprien des Bordes (2017)

 Allemagne
- Preis der Besten – 1 – Ursulo de Crouay (1992)